# توسعه و ساخت بناها در زمان شاه صفی
شاه صفی ششمین پادشاه صفوی ایران، جانشین پدربزرگش شاه عباس یکم بود که از ۱۶۲۹ تا ۱۶۴۲ میلادی یا ۱۰۳۸ تا ۱۰۵۲هجری قمری، به مدت ۱۴ سال پادشاهی کرد. در زمان این پادشاه بناهای زیادی ساخته و تعمیر شد که بعضی از آنها در این مقاله بررسی می‌شوند.

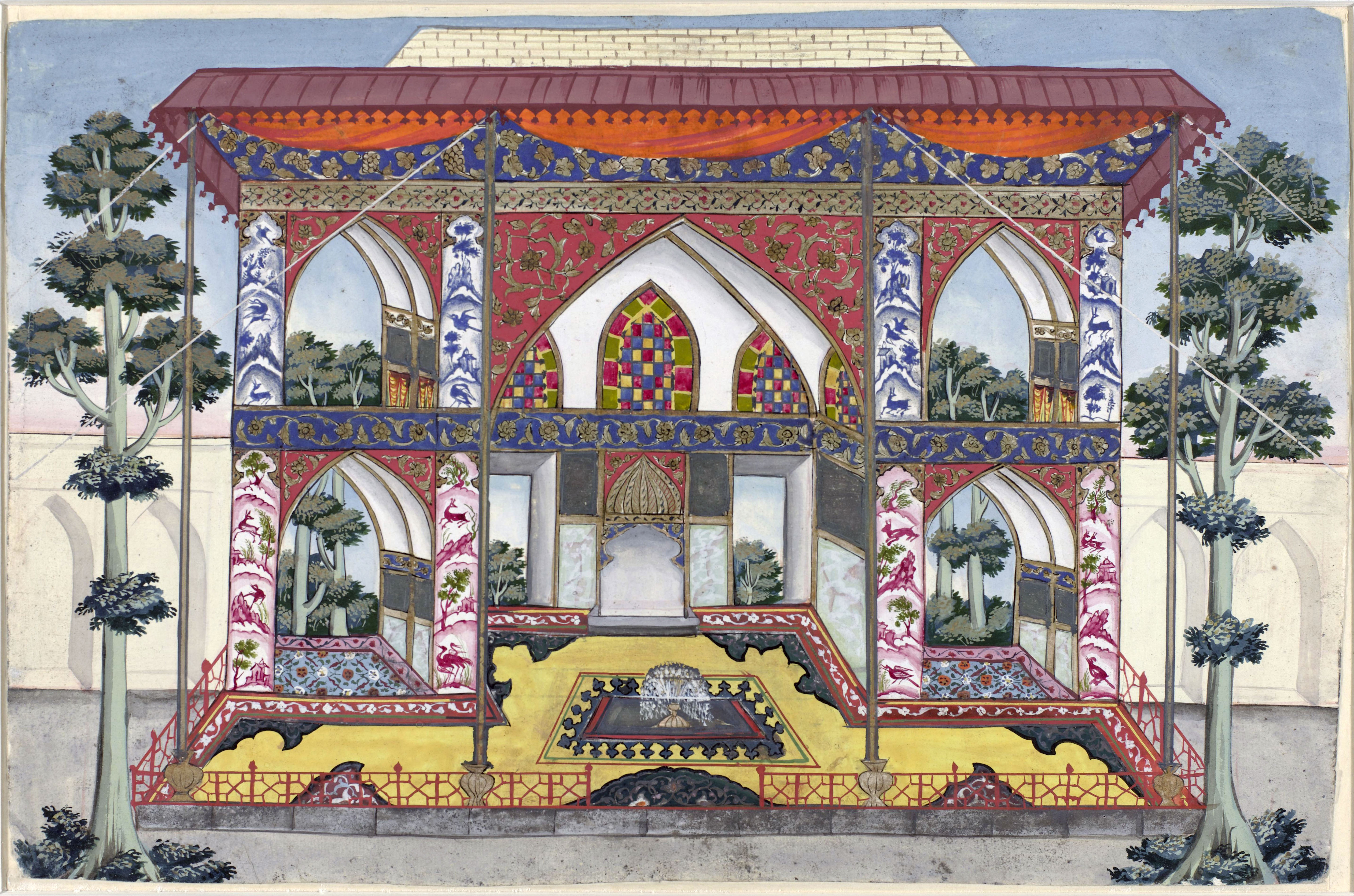
تصویری از ساختمان دیوان شاه صفی، نقاشی با آبرنگ و گواش طلا بر روی کاغذ. این مکان دیوان‌خانه مخصوص شاه صفی بوده و همان مکانی است که سفیران فردریک سوم (دوک هلشتاین) با شاه صفی دیدار داشته‌اند، آدام اولئاریوس در سفرنامهٔ خود شرحی از این ساختمان را نیز آورده‌است.

## مسجدها و بناهای مذهبی

### تعمیر حرم امام علی
با توجه به اینکه در اوایل پادشاهی شاه صفی، عراق امروزین از زمان شاه عباس بزرگ هنوز تحت تسلط ایران بود، تلاش نمود تا جریان آبی از حله به نجف آورد که تکمیل نهر شاهی زمان شاه اسماعیل و طهماسب بود. در همین وقت تعمیر حرم امام امیر علی را هم شروع نمود. وی برای کار تعمیرات و بازسازی، مصمم بود تا از سنگ استفاده کرده و این بنا را با شکوه تمام بازسازی کند.
شاه صفی دستور داده بود تا سنگهای برجای مانده از برخی از بناهای کهن ساسانی‌ها را به نجف منتقل کرده و در کار ساختمان بنای حرم استفاده کنند. اما این کار یعنی انتقال آن سنگها از راه دور به نجف زحمت زیادی داشت. در همین اثناء، ضمن تلاشی که برای کندن نهر آب صورت گرفت، یکباره سنگهای زیادی که تراشیده و آماده بود و به احتمال از بناهای کهن از زیر خاک پیدا شد و از همانها برای بنای حرم امام علی استفاده شد.
واله اصفهانی در این باره توضیحات جالبی دارد و پس از اینکه نامی هم از طاق کسری به میان می‌آورد، می‌نویسد: 
در حوالی ارض مقدّس نجف اشرف کان سنگی معدن آبی رنگ که مگر گفتی که قطعات آن را سنگ تراشان چابک‌دست به اندازه بریده از برای همین کار به انبار آن مکان کشیده‌اند به هم رسید و هریک از قطعات آن که به طول و عرض مناسب هر کار چهره می‌گشود در دیده ارباب دید، لوحی بود کرامت شاه ولایت و خرق عادت مستمره آن حضرت بر آن مسطور.
صحن مرقد در زمان شاه عباس بزرگ با طراحی زیبا و هندسی شیخ بهایی احداث شد و در زمان شاه صفی برای نخستین بار دیوارهای صحن را کاشی کاری کردند.

### حرم امام حسین
شاه صفی، رواق شمالی حرم امام حسین موسوم به رواق پادشاهان را ساخته‌است. چون پادشاهان قاجار در آن دفن هستند آن را رواق پادشاهان نامیده‌اند. شاه صفی، که به زیارت حرم آمده بود، ضمن بخشش‌های فراوان برای خادمان و فقیران شهر دستور داد تا این رواق را احداث کنند. ایوانی نیز بیرون آن ساخت که به صافی صفا معروف شد.

### سایر مسجدها

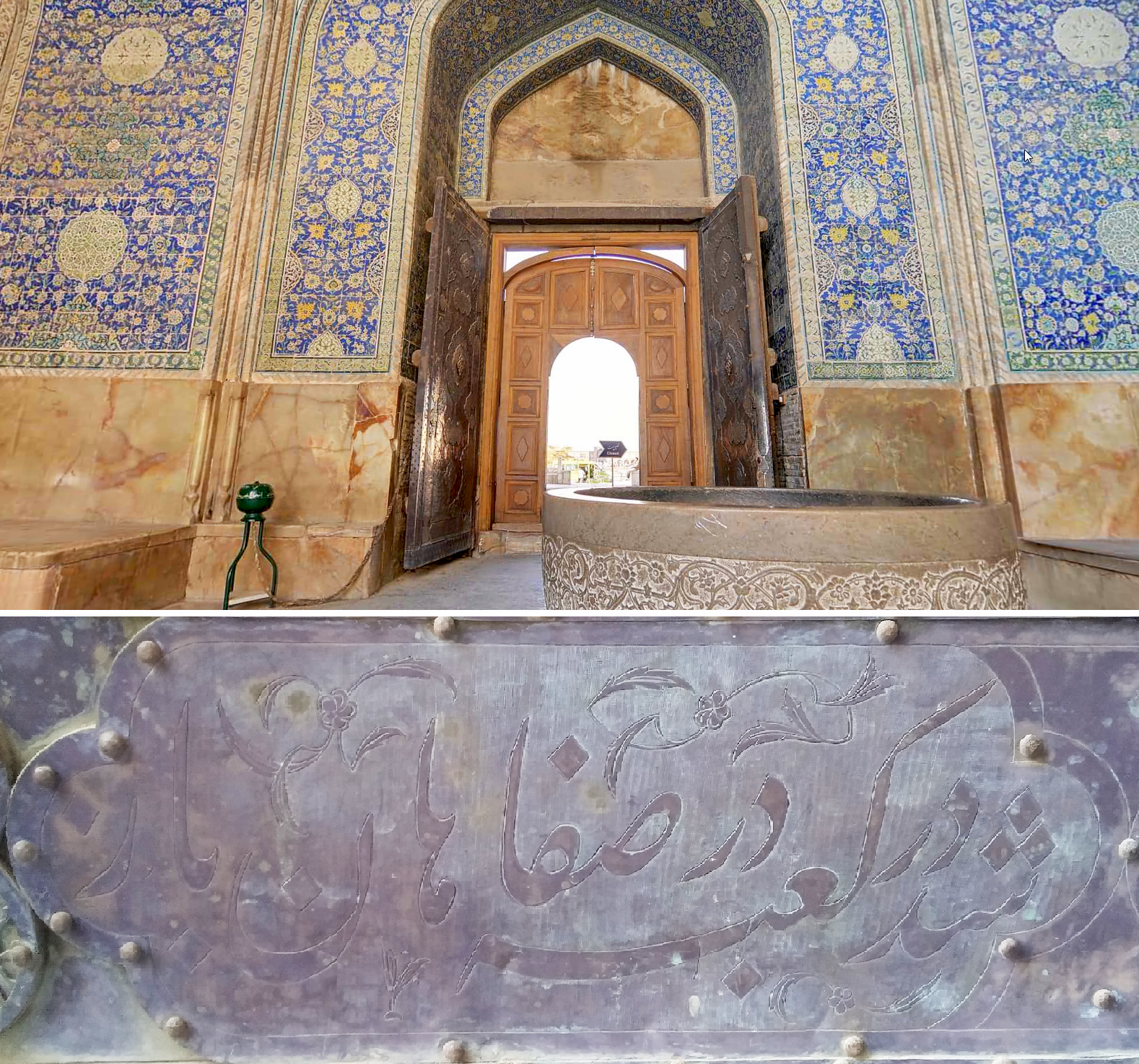
در مسجد شاه که به دستور شاه صفی بر روی ورودی اصلی مسجد نصب شده‌است. ماه و تاریخ نوشته، عبارت بود از: شد در کعبه در صفاهان باز که به حروف ابجد معادل ۱۰۴۶ و برابر هشتمین سال حکومت شاه صفی است.

مسجد آقا نور از بناهایی است که در دوره پادشاهی شاه عباس بزرگ ساخته شده و در اولین سال سلطنت شاه صفی به اتمام رسیده‌است و به این مناسبت در کتبیه اصلی مسجد در سردر شرقی، نام هر دو پادشاه آمده‌است. کتیبه به خط محمدرضا امامی و تاریخ ۱۰۳۹ ه‍.ق است. این کتیبه که به خط ثلث سفید بر زمینه کاشی خشت لاجوردی رنگ نوشته شده، حاکی از آن است که بنای مسجد به وسیله نورالدین‌محمد اصفهانی در دوره پادشاهی شاه عباس شروع شده و در دورهٔ شاه صفی به اتمام رسیده‌است. شبستان زیبا و جالب این مسجد از نفایس و شاهکارهای آن است که نور آن به وسیله قطعاتی از سنگ مرمر شفاف تأمین می‌شود.
مسجد شاه در زمان شاه عباس بزرگ ساخته شد ولی در زمان سلطنت شاه صفی در سال‌های مختلف کتیبه‌هایی به آن اضافه شد:
- سال ۱۰۳۸ ه‍.ق بالای محراب مرمری کتیبه‌ای به قلم محمدصالح اصفهانی نوشته شده‌است.
- سال ۱۰۳۸ ه‍.ق دو کتیبه محراب چهلستون شرقی و محراب چهلستون غربی گنبد جنوبی مسجد به خط محمدرضا امامی وجود دارد.
- سال ۱۰۳۹ ه‍.ق در اطراف محوطهٔ زیر گنبد غربی مسجد به خط ثلث سفید بر زمینهٔ کاشی لاجوردی کتیبه‌ای به خط محمدرضا امامی نوشته شده‌است.
- سال ۱۰۴۰ ه‍.ق در ایوان غربی کتیبه‌ای به خط محمدرضا امامی با اشاره به آیاتی از قرآن کریم و حدیثی از امام صادق (ع) است.
- سال ۱۰۴۶ ه‍.ق در اصلی مسجد که در جبهه جنوبی میدان شاه قرار دارد با نقر و طلا پوشیده شده و بر روی آن اشعاری از شاعری به نام واهب (احتمالاً به قلم عبدالرشید دیلمی، معروف به رشیدا) به خط نستعلیق برجسته نوشته که به تعریف طرح از مسجد و شاه صفی پرداخته‌است. ماه و تاریخ نوشته، عبارت بود از «شد در کعبه در صفاهان باز» که به حروف ابجد معادل ۱۰۴۶ و برابر هشتمین سال حکومت شاه صفی است.[۸]
- سال ۱۰۴۶ ه‍.ق کتیبه بالای در ورودی با ذکر نام استاد علی اکبر اصفهانی وجود دارد.[۹] در کتیبه اصلی سردر مسجد به خط علی‌رضا عباسی و سال ۱۰۲۵ ه‍.ق نامی جز «پادشاه» به چشم نمی‌خورد و ذکر نام استاد علی‌اکبر معمار اصفهانی در کتیبه زیرین به خط محمد رضا امامی در زمان شاه صفی، در سال ۱۰۴۶ ه‍.ق اشاره به این مطلب دارد که احتمالاً شاه‌عباس قصدی برای آوردن نام معمار نداشته‌است. وجود نام استاد علی‌اکبر اصفهانی در کتیبه بالای در ورودی و جدای از کتیبه اصلی پس از اتمام ساخت مسجد جامع عباسی و نصب در اصلی آن، همچنین هدیه گرفتن شاه صفی در سال ۱۰۴۶ ه‍.ق حکایات از احداث بناهای بسیار ارزنده توسط استاد علی‌اکبر معمار اصفهانی به خصوص در دوره شاه صفی دارد.
- سال ۱۰۴۷ ه‍.ق ه بنابر کتیبه ایوان غربی که به خط محمدرضا امامی است، تکمیل بنای داخلی مسجد تا سال ۱۰۴۰ ه‍.ق ادامه یافت و با نصب ازاره‌های مرمرین آن در حدود سال ۱۰۴۷ ه‍.ق در زمان شاه صفی خاتمه پذیرفت.[۱۰][۱۱]

شاه صفی دستور به ساخت مساجدی متوسط در شهرستان‌ها مانند تربت حیدریه داد.

## کاخ‌ها
تالار طویله و آینه‌خانه در زمان شاه‌صفی بنا شدند؛ البته امروزه هیچ‌کدام از آن دو باقی نمانده‌اند. تالار طویله نسبت به بناهای دیگر زمان صفویه معماری غیرمعمولی داشته و فضایی با دید باز بوده‌است.
کاخ صفی آباد در جنوب غرب شهرستان بهشهر و در بالای ارتفاعات منتهی به دشت قرار دارد. این کاخ به دستور شاه عباس بزرگ ساخته شد و در زمان شاه صفی توسعه پیدا کرده‌است. این کاخ در میان باغی زیبا به صورت بنایی مربع شکل بوده و در دو طبقه ساخته شده‌است.

## باغ‌ها
شاه صفی باغ فین را توسعه داد. در زمان شاه صفی بنای دو طبقه‌ای با چوب و آهن بر فراز بام شتر گلوی شاه عباس به نام کلاه فرنگی ساخته شد. شاه صفی با ملا حظهٔ آب فراوان در باغ فین حوض خانه را به این مجموعه اضافه کرد.

## پی‌نوشت
1. ↑  اولئاریوس، سفرنامه آدام اولئاریوس: ایران عصر صفوی از نگاه یک آلمانی، ۱۹۰ تا۱۹٩.
2. ↑  جعفریان.
3. ↑  جعفریان.
4. ↑  واله اصفهانی، ایران در زمان شاه صفی و شاه عباس دوم، ١١٠ تا ١١٣.
5. ↑  دکتر اصغر قائدان، عتبات عالیات عراق.
6. ↑  صفاکیش، صفویان در گذرگاه تاریخ، ۵۱۸.
7. ↑  نوائی، غفاری فرد، تاریخ تحولات سیاسی، اجتماعی، اقتصادی و فرهنگی ایران در دوره صفویه، ۳۷۲.
8. ↑  هنرفر، گنجینة آثار تاریخی اصفهان، ۳۴۳.
9. ↑  جابری انصاری، تاریخ اصفهان، به تصحیح جمشید مظاهری اصفهان، ۱۸۹.
10. ↑  جابری انصاری، تاریخ اصفهان، به تصحیح جمشید مظاهری اصفهان، ۱۹۰.
11. ↑  هنرفر، گنجینة آثار تاریخی اصفهان، ۴۲۷.
12. ↑  Sussan Babaie with Robert Haug، دانشنامه ایرانیکا.
13. ↑  Sussan Babaie with Robert Haug، دانشنامه ایرانیکا.
14. ↑  نوائی، غفاری فرد، تاریخ تحولات سیاسی، اجتماعی، اقتصادی و فرهنگی ایران در دوره صفویه، ۴۱۱.
15. ↑  صفاکیش، صفویان در گذرگاه تاریخ، ۵۱۸.
16. ↑  هنرفر، گنجینة آثار تاریخی اصفهان، ۳۴۱.